# Удата за Америку
Удата за Америку индијски је филм из 2012. године

## Улоге
| Глумац          | Улога                 |
| --------------- | --------------------- |
| Џеки Шроф       | Пратап Синг           |
| Арчана Џоглекар | Анџали Малотра        |
| Света Тивари    | Пратап Синган супруга |
| Рагувир Јадав   | Рагу                  |
| Ашок Самарт     | Вишну                 |